# Zbigniew Józef Kraszewski
brasão
placa comemorativa
Vista da sepultura.

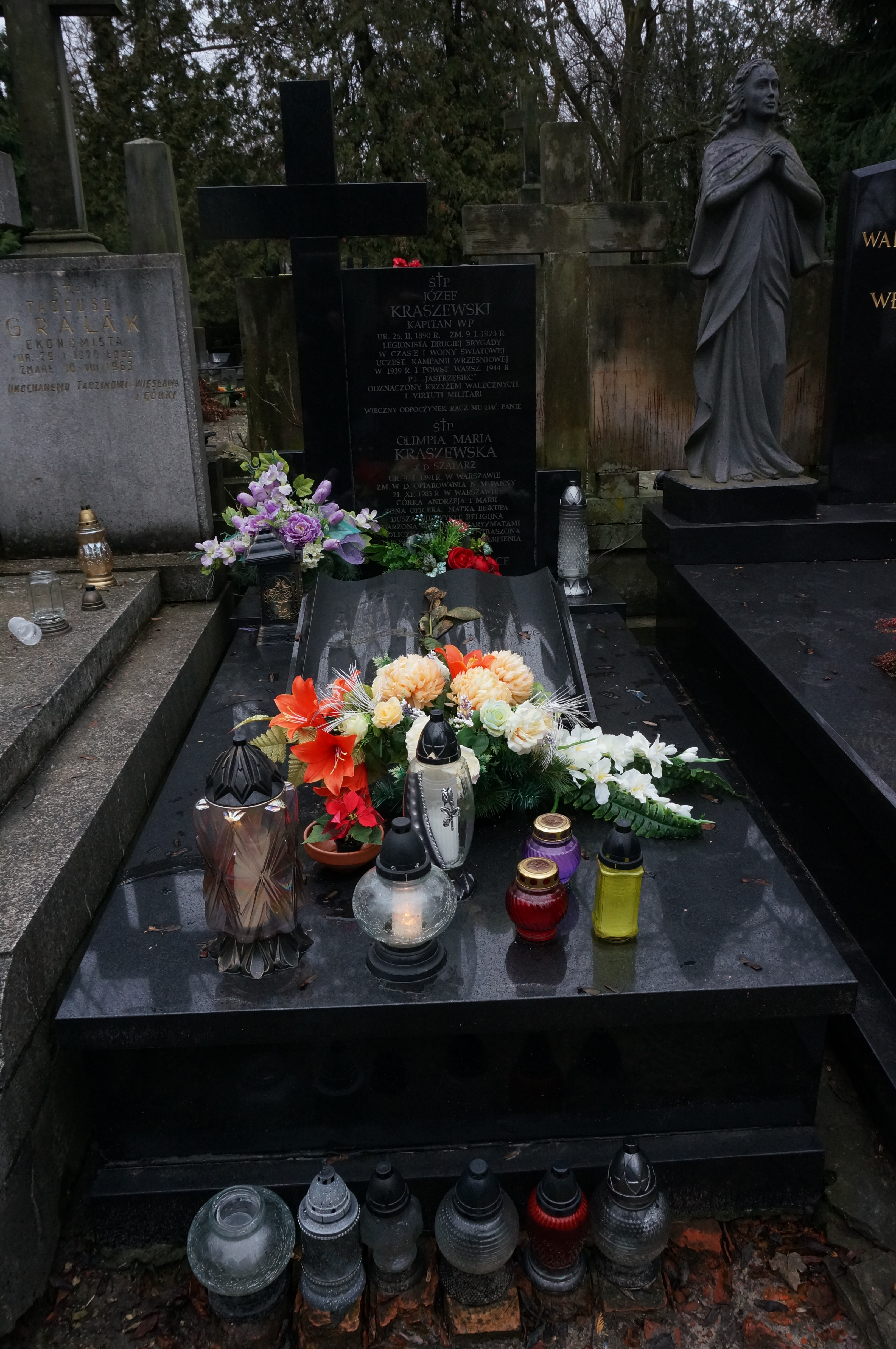
O túmulo de Zbigniew Józef Kraszewski no cemitério Powązki em Varsóvia

Zbigniew Józef Kraszewski (nascido em 12 de fevereiro de 1922 em Varsóvia, falecido em 4 de abril de 2004) - clérigo católico polonês, bispo auxiliar de Varsóvia nos anos 1970-1992, bispo auxiliar de Varsóvia-Praga nos anos 1992-1997, de 1997 Bispo auxiliar sênior da diocese de Varsóvia-Praga.

## Vida
Ele vinha de uma família intelectual, era filho de Józef, capitão do Exército Polonês. No outono de 1942 graduou-se na Escola de Cadetes de Infantaria do Quartel General das Forças Armadas Nacionais com o posto de cadete corporal e, em setembro de 1943, ingressou no primeiro curso secreto do Seminário Metropolitano de São João Batista em Varsóvia. Ele participou da Revolta de Varsóvia nas fileiras do Exército da Pátria como capelão, embora ainda não tivesse sido ordenado sacerdote. Depois da guerra, ele continuou seus estudos na Faculdade de Teologia Católica da Universidade de Varsóvia, onde se formou em 1949. Foi ordenado sacerdote em 12 de março de 1949 em Varsóvia por Stefan Wyszyński.
Ele trabalhou como vigário em Leszno perto de Błonie (1949), depois como vigário em Piastów (1949–1952) e na paróquia de St. Wawrzyniec em Varsóvia (1952–1956). Em 1954 defendeu o doutorado em teologia, com especialização em teologia dogmática. Ele completou seus estudos em Roma nos anos de 1963 a 1964. A partir de 1956, foi professor do Seminário Teológico Metropolitano de São João Batista em Varsóvia, bem como o prefeito deste seminário (1956-1964), vice-reitor (1964-1969) e reitor (1969-1970). A partir de 1970 era pároco da paróquia de Corpus Christi em Varsóvia (na co-catedral de Nossa Senhora da Vitória). Um cânone do capítulo metropolitano de Varsóvia.
Em 5 de novembro de 1970, foi nomeado bispo auxiliar da Arquidiocese de Varsóvia com sede titular de Horreomargum. Em 8 de dezembro de 1970, foi ordenado bispo pelo cardeal Stefan Wyszyński. Nos anos 1970–1992, foi Vigário Geral da Arquidiocese de Varsóvia. No episcopado polonês, foi vice-presidente da Comissão Mariana e da Comissão Pastoral Acadêmica. Desde 1989 ele foi o capelão polonês para veteranos.
Em 25 de março de 1992 foi transferido para a função de bispo auxiliar da recém-criada diocese de Varsóvia-Praga. Após atingir a idade de aposentadoria, ele se aposentou em 6 de dezembro de 1997.
Entre as muitas condecorações que recebeu estão a Cruz do Comandante da Ordem da Polônia Restituta (concedida pelo governo no exílio em 1979), a Cruz do Comandante com a Estrela da Ordem da Polônia Restituta (1994 por Lech Wałęsa), a Medalha do Exército (quatro vezes), a Cruz de Valor e a Cruz do Exército Nacional, a Cruz da Ação Armada Nacional e a Medalha Polonia Mater Nostra Est.
Ele foi enterrado no túmulo da família no cemitério Powązki em Varsóvia.

## Publicações selecionadas
- 1949: Obrzęd święceń kapłańskich w świetle najnowszych dokumentów papieża Piusa XII
- 1960: Matka i Królowa nasza
- 1963: Zagadnienie łaski u apologetów II
- 1964: Mariologia
- 1965: Udział Matki Bożej w dziele odkupienia
- 1980: Sto dowodów na istnienie Boga
- 1984: Miłosierdzie Boże ratunkiem dla świata